# Rilwanu Lukman
Rilwanu Lukman, né le 26 août 1938 à Zaria (Kaduna) et mort le 21 juillet 2014 à Vienne (Autriche) à l'âge de 75 ans, est un ingénieur nigérian qui a occupé plusieurs postes ministériels au sein du gouvernement fédéral nigérian avant de devenir secrétaire général de l'OPEP à partir du 1er janvier 1995 jusqu'au 31 décembre 2000.  Le 18 décembre 2008, Lukman a été nommé ministre des Ressources pétrolières par le président nigérian Umaru Yar'Adua, exerçant des fonctions jusqu'en mars 2010.

## Biographie

### Jeunesse et début de carrière
Lukman est né le 26 août 1938 à Zaria, Kaduna. Il intègre un cursus de formation d'ingénieur minier au Collège des arts, des sciences et de la technologie de Zaria (devenu l'université Ahmadu Bello) puis à l'Imperial College de Londres. En 1968, il obtient le diplôme supérieur en génie minier de l'université des mines et de métallurgie à Leoben (Autriche). En 1978, il obtient un diplôme en économie des minéraux à l'Université McGill de Montréal (Canada) et un doctorat honorifique en génie chimique de l'université de Bologne en Italie.
Son premier emploi dans l'industrie minière fut d'être ingénieur minier adjoint chez AB Statsgruvor (sv) en Suède (de 1962 à 1964). Après son retour au Nigeria, Lukman est nommé inspecteur des mines, plus tard, inspecteur principal puis, de 1964 à 1970, inspecteur en chef adjoint par intérim au ministère fédéral des mines à Jos, État de Plateau. Il est ensuite devenu directeur général de la société de ciment du Nigeria du Nord (de 1970 à 1974). En 1979, Lukman était devenu directeur général et chef de la direction de la Corporation minière nigériane de Jos.

### Carrière politique et à l'OPEP
En 1984, Lukman est nommé ministre des Mines dans le gouvernement du général Muhammadu Buhari. Puis en 1986, il est nommé ministre fédéral des Ressources pétrolières, tenant ce poste jusqu'en février 1990. En plus de cette fonction, il est également président du conseil de la Nigerian National Petroleum Corporation. Entre janvier et septembre, En 1990, il fait un bref passage au ministère des Affaires étrangères en tant que ministre. En 1993, il devient président du conseil d'administration de la National Electric Power Authority (1993-1994). 
À partir de 1986, il va faire huit mandats consécutifs en tant que président de l'OPEP. Lukman est élu secrétaire général de l'OPEP le 22 novembre 1994, succédant ainsi au Dr Subroto dont le mandat de trois ans prenait fin le 30 juin 1994. Le choix de Lukman a été un compromis entre deux candidats en lice : l'Iranien Hossein Kazempour Ardebili et le Vénézuélien Alirio Parra. Il a été réélu pour un second mandat en 1997, exerçant des fonctions jusqu'à la fin de 2000. Au début de 1999, Il est un acteur majeur et une figure centrale dans l'accord entre l'Iran et l'Arabie saoudite pour contrôler les prix du pétrole puis des accords pour réduire les niveaux de production, qui conduit à une hausse des prix vers la fin des années 1990.[réf. nécessaire]

### Après l'OPEP, une autre carrière politique
Quand Olusegun Obasanjo entre en fonction au début de la IVe République du Nigeria, le président conserve le contrôle direct du ministère du Pétrole. Lukman est nommé conseiller spécial du président sur les questions de pétrole et de l'énergie en juin 1999, remplaçant Godwin Aret Adams et il est nommé président de la Nigerian National Petroleum Corporation (NNPC). En juillet 1999, son ministère annonce que 47 licences d'exploration et de production en mer accordées en mars 1999 par le gouvernement aux entreprises locales ayant des liens avec l'armée, avaient été annulées y compris onze blocs en eau profonde. Il annonce également que les blocs seraient ouverts aux offres commerciales des deux entreprises locales et étrangères.[réf. nécessaire]
Rilwanu Lukman était en faveur de la restructuration de la NNPC pour en faire une entreprise entièrement commerciale, mais il n'était pas en faveur de la déréglementation rapide du marché des combustibles domestiques. Il démissionne en novembre 2003 en raison d'un différend sur la réforme du secteur pétrolier avec le directeur général de la NNPC, Jackson Gaius Obaseki.[réf. nécessaire]
Lukman devient ensuite le président du Afren Nigeria à sa création en mai 2005. Il devient également membre de la Society of Petroleum Engineers (SPE) et siège au conseil SPE en tant que directeur régional pour l'Afrique. En 2007, il devient membre du Conseil de surveillance de Dietsmann NV (Pays-Bas), une entreprise leader dans le secteur de l'énergie en amont.
En août 2007, Lukman est nommé conseiller d'honneur du président Umaru Yar'Adua pour l'énergie et les questions stratégiques. En décembre 2008, il est nommé ministre des Ressources de pétrole (il démissionne de son poste chez Afren). En février 2010, il y a des rumeurs selon lesquelles il  a remis sa démission après un remaniement dans le cabinet du nouveau président par intérim, Goodluck Jonathan, mais qu'il n'a pas accepté cette dernière. En mars 2010, il met en garde le gouvernement sur la rareté des produits pétroliers nigérian et que celle-ci ne ferait qu'empirer aussi longtemps si on ne mettait pas en place une réglementation. Le 17 mars 2010, il quitte ses fonctions lorsque le président par intérim Goodluck Jonathan dissout son cabinet.

## Prix et honneurs
Lukman a été fait chevalier commandeur de l'ordre de l'Empire britannique (KBE) en 1989 et officier de la Légion d'honneur de France en 1990. Il a également été élevé au rang de première classe de l'ordre du Libérateur de la République du Venezuela. Il a été le premier Africain à avoir été honoré de la Communauté de l'Imperial College de Londres.[réf. nécessaire]